# Traxamillion
Sultan Banks, mai cunoscut sub numele de Traxamillion, (n. 26 februarie 1979, California, SUA – d. 2 ianuarie 2022, San Jose, California, SUA) a fost un producător american de hip hop din San Jose, California. A produs discuri precum „Super Hyphy” a lui Keak da Sneak și „Grown Man Remix” de Dem Hoodstarz. Primul său album, The Slapp Addict, a fost o compilație a artiștilor hyphy din Bay Area și a fost lansat pe 22 august 2006.

## Biografie și carieră
Traxamillion a lansat, de asemenea, un mixtape numit The Slapp Addict Mixtape, care include artiști mainstream, precum și artiști locali din Bay Area și a fost responsabil pentru producerea remix-ului „About Us” de Brooke Hogan cu E-40. Pe lângă faptul că este producător, Traxamillion a făcut și rap, lucru pe care l-a demonstrat pe piese precum „Bring It Back” și „Skrape” de pe The Slapp Addict. Cântecul său „The Movement” este prezentat pe College Hoops 2K7.
În 2010, Traxamillion a semnat cu 454 Life Entertainment după ce a produs cel de-al doilea single al casei de discuri, „We Get Money”, de Drew Deezy și Thai VG, cu Glasses Malone. A continuat să producă majoritatea albumului compilație al casei de discuri „As Real As It Gets”.
În 2017, Traxamillion a fost diagnosticat cu „o formă rară de cancer”. Pe 2 ianuarie 2022, el a murit din cauza bolii, la vârsta de 42 de ani, în timp ce era îngrijit în hospice la casa mătușii sale din San Jose.

## Discografie

### Albume
- 2006: The Slapp Addict
- 2012: Radioul meu

### Mixtape
- 2007: Riddin'High
- 2012: Traxamillion a făcut-o

### Single
- 2005: „Super Hyphy” (feat. Keak Da Sneak)
- 2006: „From The Hood” (feat. The Jacka, Husalah și San Quinn)
- 2006: „Sideshow” (feat. Mistah F.A.B. și Too Short)
- 2006: „Club Stuntin” (feat. The Pack)
- 2006: „Gas, Skrape” (feat. Izz Thizz)
- 2006: „On Citas” (feat. Keak Da Sneak)
- 2006: „Cruisin Down The Avenue” (feat. Soz). Produs de Traxamillion
- 2006: „Yellow Bus” (feat. Mistah F.A.B.)
- 2006: „About Us (remix)” (feat. Brooke Hogan și Paul Wall)
- 2007: „Radar” (feat. Izz Thizz)
- 2007: „San Francisco Anthem” (feat. San Quinn, Big Rich și Boo Banga)
- 2007: „Copiii albi nu sunt Hyphy” (MC Lars)
- 2010: „We Get Money” Drew Deezy, Thai, Feat. Ochelari Malone & Matt Blaque. Produs de Traxamillion
- 2010: „Nu văd nimic greșit” Drew Deezy, Thai, Feat. Bobby V. Produs de Traxamillion
- 2012: „Boy” (feat. Clyde Carson și Ya Boy) produs de Traxamillion
- 2012: „Boy" (Russian Remix)” (feat. Clyde Carson, SIFO, Seva Rizhsky, HarmLess, Dan_D) Produs de Traxamillion

### Apariții în invitați
- 2007: „Somebody Like You” (Chantelle Paige feat. Traxamillion) (el a co-scris și a produs și piesa).
- 2008: „Lil Mama” (Roderick feat. Traxamillion) (el a produs doar piesa)
- 2014: „Rich Boy” (J Shabs Ft. Milla, MultiMilanaire, Traxamillion) (El a coprodus beat-ul alături de MultiMilanaire)
- 2015: „Elevators” (Fly Commons feat. Nio Tha Gift, Erk Tha Jerk, Traxamillion) (el a coprodus beat-ul)